# Cylindroryctes spegazzinii
Cylindroryctes spegazzinii är en insektsart som först beskrevs av Giglio-tos 1914.  Cylindroryctes spegazzinii ingår i släktet Cylindroryctes och familjen Cylindrachetidae. Inga underarter finns listade i Catalogue of Life.